# Carolyn McCarthy

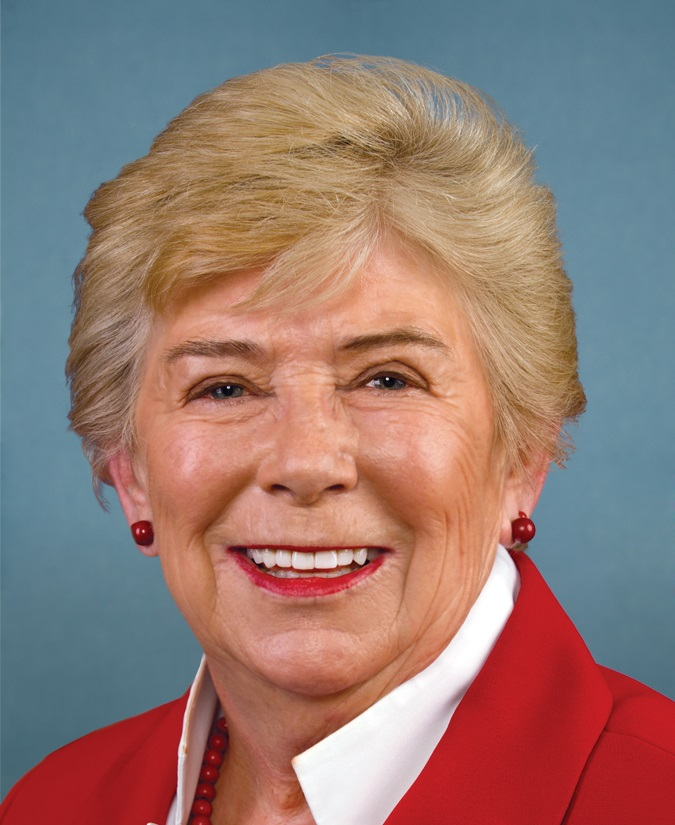
Carolyn McCarthy, Januar 2013

Carolyn McCarthy, geborene Cook (* 5. Januar 1944 in New York City, New York; † 25. Juni 2025 in Fort Myers, Florida), war eine US-amerikanische Politikerin der Demokratischen Partei. Sie war von 1997 bis 2015 Mitglied des Repräsentantenhauses der Vereinigten Staaten für den 4. Kongressdistrikt des Bundesstaates New York.

## Biografie
Carolyn McCarthy wurde als Carolyn Cook in New York City als Tochter eines Kesselschmieds und einer Verkäuferin geboren. In ihrer Jugend war sie Athletin und wollte Sportlehrerin werden, die Diagnose einer Dyslexie verhinderte dies jedoch. Sie entschied sich daraufhin, als Krankenschwester zu arbeiten.
Ein Massenmörder erschoss beim Long-Island-Rail-Road-Massaker am 7. Dezember 1993 ihren Ehemann Dennis und verletzte ihr einziges Kind schwer. In der Folge setzte sie sich, auch im Kongress, für striktere Waffengesetze ein.
1996 wurde sie als Nachfolgerin von Daniel Frisa ins Repräsentantenhaus der Vereinigten Staaten gewählt. Ihren Sitz konnte sie bei jeder der nachfolgenden acht Wahlen verteidigen. Im Kongress war sie zuletzt Mitglied im Committee on Education and Labor und im Committee on Financial Services. Im Jahr 2014 verzichtete sie auf eine erneute Wiederwahl; ihr Sitz fiel an die Demokratin Kathleen Rice.
Sie lebte in Mineola.